# Canton de Saint-Nicolas-de-Port
Le canton de Saint-Nicolas-de-Port est une ancienne division administrative française qui était située dans le département de Meurthe-et-Moselle.

## Géographie
Ce canton est organisé autour de Saint-Nicolas-de-Port dans l'arrondissement de Nancy. Son altitude varie de 201 m (Saint-Nicolas-de-Port) à 369 m (Tonnoy) pour une altitude moyenne de 246 m.

## Représentation

### Conseillers généraux de 1833 à 2015
| Période | Période      | Identité                                       | Étiquette           | Qualité |
| ------- | ------------ | ---------------------------------------------- | ------------------- | --- |
| 1833    | 1842         | Charles Nicolas Grandjean (1786-1849)          |                     | Rentier à Réméréville                                                                                              |
| 1842    | 1848         | Pierre-Edmond Poirel                           |                     | Avocat général à Nancy                                                                                             |
| 1848    | 1849 (décès) | Charles Nicolas Grandjean                      |                     | Rentier, maire de Réméréville                                                                                      |
| 1849    | 1852         |                                                |                     | |
| 1852    | 1855         | Comte Alexandre de Label de Lambel (1814-1903) | Droite              | Propriétaire, Maire de Fléville                                                                                    |
| 1855    | 1861         | Baron Antoine Teullé                           |                     | Juge suppléant au Tribunal civil de Castelsarrasin                                                                 |
| 1861    | 1864         | Comte Alexandre de Lambel                      | Droite              | Propriétaire, Maire de Fléville                                                                                    |
| 1864    | 1871         | Nestor Bertrand                                |                     | Avocat à Nancy |
| 1871    | 1880         | Comte Alexandre de Lambel                      | Droite              | Propriétaire, Maire de Fléville                                                                                    |
| 1880    | 1883         | Amand Legros                                   | Républicain         | Maire de Saint-Nicolas-de-Port (1871-1882)                                                                         |
| 1883    | 1884 (décès) | Alexandre Malter                               | Républicain         | Propriétaire, maire de Saint-Nicolas-de-Port (1882-1884)                                                           |
| 1885    | 1886         | Jean-Baptiste Daguin                           | Droite              | Ingénieur des Arts et Manufactures à Paris Directeur des salines                                                   |
| 1886    | 1892         | Albert Colson                                  | Républicain         | Professeur honoraire à l'école Polytechnique Propriétaire , maire de Varangéville                                  |
| 1892    | 1904         | Charles Courtois                               | Républicain         | Brasseur à Saint-Nicolas-de-Port                                                                                   |
| 1904    | 1910         | Ernest Bernard dit Bonnardel                   | Conservateur        | Maire de Saint-Nicolas-de-Port                                                                                     |
| 1910    | 1926 (décès) | Charles Courtois                               | Républicain Libéral | Brasseur - Maire de Saint-Nicolas-de-Port (1912-1924)                                                              |
| 1926    | 1934         | Paul Hanus                                     | Rad.                | Médecin Maire de Saint-Nicolas-de-Port (1924-1934)                                                                 |
| 1934    | 1940         | Léon Humbert                                   | URD                 | Médecin Maire de Dombasle-sur-Meurthe (1929-1945) Nommé conseiller départemental en 1943                           |
|         |              |                                                |                     | |
| 1945    | 1949         | Charles Clavel                                 | SFIO                | Ouvrier d'usine (chaudronnier) Adjoint puis Maire (1948-1977) de Varangéville                                      |
| 1949    | 1961         | Henry Berlet                                   | RPF DVD             | Avocat à la Cour d'appel de Nancy                                                                                  |
| 1961    | 1979         | Roger Boileau                                  | DVD CD UDF-CDS      | Pharmacien Maire de Dombasle-sur-Meurthe (1959-1989) Président du Conseil général (1970-1979) Sénateur (1974-1992) |
| 1979    | 1985         | Jacques Gasthalter                             | PS                  | Syndicaliste, Dombasle-sur-Meurthe                                                                                 |
| 1985    | 1992         | Gilles Aubert                                  | RPR                 | Maire de Saint-Nicolas-de-Port (1983-1995)                                                                         |
| 1992    | 2004         | Robert Blaise                                  | PS                  | Maire de Dombasle-sur-Meurthe (1989-2014)                                                                          |
| 2004    | 2015         | Jean-Claude Pissenem                           | PS                  | Maire d'Azelot Vice-président du Conseil général                                                                   |

### Conseillers d'arrondissement (de 1833 à 1940)
| Période                                  | Période      | Identité                         | Étiquette   | Qualité |
| ---------------------------------------- | ------------ | -------------------------------- | ----------- | --- |
| 1833                                     | 1836         | Joseph Bertrand (1785-1864)      |             | Administrateur de l'hôpital, propriétaire, adjoint au maire de Saint-Nicolas-de-Port                        |
| 1836                                     | 1842         | M. Toussaint                     |             | Médecin à Saint-Nicolas-de-Port                                                                             |
| 1842                                     | 1848         | Nicolas Jolain (1775-1853)       |             | Ancien officier, maire de Saint-Nicolas-de-Port                                                             |
|                                          |              |                                  |             | |
| 31 janvier 1892                          | 1892         | M. Antoine                       |             | |
| 1892                                     | 1898 (décès) | M. Drappier                      |             | Propriétaire à Rosières-aux-Salines                                                                         |
| 1898                                     | 1907         | Charles Auguste Dron (1828-1910) |             | Brasseur, propriétaire à Dombasle-sur-Meurthe                                                               |
| 1907                                     | 1913         | Émile Chamagne                   | Républicain | Propriétaire à Dombasle-sur-Meurthe                                                                         |
| 1913                                     | 1919         | Léon Houot                       | Républicain | Propriétaire foncier, maire de Varangéville                                                                 |
| 1919                                     | 1927 (décès) | Frédéric Hetzel                  |             | Entrepreneur de transports, négociant en matériaux, maire de Varangéville                                   |
|                                          |              |                                  |             | |
| 1931                                     | 1940         | Auguste Lefèvre                  | PRS         | Maire de Varangéville                                                                                       |
| 1940                                     |              |                                  |             | Les conseils d'arrondissement ont été suspendus par la loi du 12 octobre 1940 et n'ont jamais été réactivés |
| Les données manquantes sont à compléter. |              |                                  |             | |

## Composition
Le canton de Saint-Nicolas-de-Port groupe 14 communes et compte 26 512 habitants (recensement de 1999 sans doubles comptes).
| Communes               | Population (2012) | Code postal | Code Insee |
| ---------------------- | ----------------- | ----------- | ---------- |
| Azelot                 | 360               | 54210       | 54037      |
| Burthecourt-aux-Chênes | 101               | 54210       | 54108      |
| Coyviller              | 130               | 54210       | 54141      |
| Dombasle-sur-Meurthe   | 8 950             | 54110       | 54159      |
| Ferrières              | 240               | 54210       | 54192      |
| Flavigny-sur-Moselle   | 1 636             | 54630       | 54196      |
| Lupcourt               | 278               | 54210       | 54330      |
| Manoncourt-en-Vermois  | 248               | 54210       | 54345      |
| Richardménil           | 2 889             | 54630       | 54459      |
| Rosières-aux-Salines   | 2 839             | 54110       | 54462      |
| Saffais                | 95                | 54210       | 54468      |
| Saint-Nicolas-de-Port  | 7 505             | 54210       | 54483      |
| Tonnoy                 | 635               | 54210       | 54527      |
| Ville-en-Vermois       | 606               | 54210       | 54571      |

## Démographie
| 1962   | 1968   | 1975   | 1982   | 1990   | 1999   | 2009   |
| ------ | ------ | ------ | ------ | ------ | ------ | ------ |
| 20 630 | 22 652 | 24 267 | 26 371 | 27 100 | 26 512 | 28 037 |